# Eliminació reductora
L'eliminació reductora (també anomenada eliminació reductiva) és la reacció química inversa a l'addició oxidant.
Consisteix a crear una molècula A-B a partir d'un complex M(A)(B) on A i B són lligands donadors d'1 electró per al metall.
Com el seu nom indica, aquesta reacció comporta una reducció del metall.
Els dos lligands A i B han d'estar en posició cis per poder donar lloc a l'eliminació reductora.
Aquesta reacció, com la seva inversa, es pot donar seguint tres mecanismes; el tricèntric, el iònic i la SN2. El mecanisme més comú és el tricèntric.
Aquesta reacció és molt important en processos catalítics.